# سیارک ۶۸۶۴
سیارک ۶۸۶۴ (به انگلیسی: 6864 Starkenburg، نامگذاری:1991RC4) شش هزار و هشتصد و شصت و چهارمین سیارک کشف شده‌است که در ۱۲ سپتامبر ۱۹۹۱ کشف شد.
قدر مطلق سیارک برابر ۱۳٫۹۰ است.